# Желтухино (Владимирская область)
Желтухино — деревня в Петушинском районе Владимирской области России, входит в состав Пекшинского сельского поселения.

## География
Деревня расположена на берегу реки Пекша в 13 км на юг от центра поселения деревни Пекша, в 18 км на восток от райцентра города Петушки, в 6 км на восток от города Костерёво.

## История
В 1578 году в Троицкий монастырь Кузьмой Даниловым было приложено сельцо Желтухино. По писцовым книгам 1628 года в Желтухино значилось 6 дворов крестьянских и 4 пустых.
В XIX — начале XX века входила в состав Липенской волости Покровского уезда Владимирской губернии, с 1921 года — в составе Орехово-Зуевского уезда Московской губернии. В 1859 году в деревне числилось 15 дворов, в 1905 году — 25 дворов, в 1926 году — 32 двора.
С 1929 года деревня входила в состав Аббакумовского сельсовета Петушинского района Московской области, с 1944 года — в составе Владимирской области, с 1949 года — в составе Липенского сельсовета, с 2005 года — в составе Пекшинского сельского поселения.

## Население
| 1859 | 1905 | 1926 | 2002 | 2010 | 2021 |
| ---- | ---- | ---- | ---- | ---- | ---- |
| 98   | ↗168 | ↘156 | ↘27  | ↘11  | ↘3   |